# Armitage (Metro de Chicago)
Armitage es una estación en las líneas Marrón y Púrpura del Metro de Chicago. La estación se encuentra localizada en 944 West Armitage Avenue en Chicago, Illinois. La estación Armitage fue inaugurada el 9 de junio de 1900.  La Autoridad de Tránsito de Chicago es la encargada por el mantenimiento y administración de la estación. La Línea Púrpura Expresa opera solamente durante las horas pico de lunes a viernes, mientras que la línea Roja pasa por las vías pero no para en la estación.

## Descripción
La estación Armitage cuenta con 4 plataformas laterales y 2 vías. 

## Conexiones
La estación es abastecida por las siguientes conexiones de autobuses: 
- Rutas del CTA Buses: #73 Armitage